# Leszek Żeleźniak
Leszek Paweł Żeleźniak (ur. 3 sierpnia 1945, zm. 1 września 2022) – polski bokser, mistrz Polski.
Zdobył mistrzostwo Polski w wadze lekkopółśredniej (do 63,5 kg) w 1968, wicemistrzostwo w 1967 oraz brązowy medal w tej samej kategorii wagowej w 1969. Był również wicemistrzem Polski juniorów w wadze lekkopółśredniej w 1963. Zdobył drużynowe mistrzostwo Polski z Turowem Zgorzelec w 1970.
W 1965 wystąpił w młodzieżowej reprezentacji Polski, wygrywając swoją walkę. Dwukrotnie występował w reprezentacji Polski juniorów (jedno zwycięstwo i jedna porażka).
Zwyciężył w wadze lekkopółśredniej w Turnieju Przedolimpijskim Polskiego Związku Bokserskiego i Trybuny Ludu w 1964.
Jego młodszy brat Jan również był bokserem i mistrzem Polski.